# ビル・フォスター (野球)
ビル・フォスター（William Hendrick "Bill" Foster, 1904年6月12日 - 1978年9月16日）は、1920 - 1930年代にアメリカ合衆国のニグロリーグで活躍していた野球選手。主なポジションは投手。テキサス州カルヴァート生まれ。左投げ、スイッチヒッター。ルーブ・フォスターの弟で、ニグロリーグ史上最高の左腕投手と評された。

## 来歴・人物
1923年にニグロリーグで野球を始める際、入団の契約を廻って兄ルーブといざこざを起こす。大抵はルーブの傲慢な要求が原因だったという（その頃ルーブ自身が神経衰弱に陥ろうとしていた時期でもあった）。直球やチェンジアップのキレに加え抜群のコントロールを持っていたビルは、シカゴ・アメリカン・ジャイアンツに所属していた1926年に26試合で23勝を上げ、カンザスシティ・モナークスとリーグ優勝をかけたダブルヘッダーに2試合登板して連勝、逆転でリーグを制覇するという活躍をする。ニグロ・ワールドシリーズでの防御率は1.27だったという記録が残っている。また翌年のシーズン通算成績は32勝3敗というすさまじいものだった。
1933年に開かれたニグロリーグの東西オールスター戦では、そうそうたる選手達を相手に完投勝利を挙げた。またメジャーリーグのチームとの試合では通算で7度先発し6勝を挙げたという記録も残っている。ニグロリーグでは1938年までプレーし、引退後は1978年に亡くなるまで、ミシシッピ州のアルコーン・ステート・カレッジの野球コーチを務めていた。1996年にベテランズ委員会によりアメリカ野球殿堂入り。
投手としての球種はカーブ、スライダー、チェンジアップ　投球フォームはオーバーハンド、サイドアーム。
(米書　「guide　to　pitchers」より）

## 所属球団
- メンフィス・レッドソックス（1923,1924,1938年）
- シカゴ・アメリカン・ジャイアンツ（1923～1930,1937年）
- バーミンガム・ブラックバロンズ（1925年）
- ホームステッド・グレイズ（1931年）
- カンザスシティ・モナークス（1931年）
- コールズ・アメリカン・ジャイアンツ（1932～1935年）
- ピッツバーグ・クロフォーズ（1936年）

## 記録・表彰等
- ニグロリーグ通算成績：265試合、137勝62敗、734奪三振